# گریتهم، راتلند
گریتهم (به انگلیسی: Greetham) یک روستا و محله مدنی در بریتانیا است که در راتلند واقع شده‌است. گریتهم ۶۰۹ نفر جمعیت دارد.